# Giovanni I di Borbone
Giovanni I di Borbone (marzo 1381 – Londra, 5 febbraio 1434) fu il quarto Duca di Borbone dal 1410, Conte di Clermont dal 1399 e Conte di Forez dal 1417 fino alla sua morte.

## Origine
Giovanni, sia secondo la Histoire du Bourbonnais et des Bourbons qui l'ont possédé, Volume 1, che secondo la Histoire généalogique et chronologique de la maison royale de France era figlio del terzo Duca di Borbone e Conte di Clermont, Luigi II e di sua moglie, la Contessa di Forez Anna d'Alvernia, che, secondo l'Extrait des registres de Parlement datato 1436, era l'unica figlia del Conte di Clermont e di Montferrand e Delfino d'Alvernia, Beraldo II e di Giovanna di Forez († 1369), figlia di Guido VII Conte di Forez e della moglie Giovanna di Clermont, come ci viene confermato dal contratto di matrimonio stipulato il 22 giugno 1357.
Luigi II di Borbone, sia secondo la Histoire du Bourbonnais et des Bourbons qui l'ont possédé, Volume 1, che secondo la Histoire généalogique et chronologique de la maison royale de France era figlio del secondo Duca di Borbone e Conte di Clermont, Pietro I e di sua moglie, la principessa francese Isabella di Valois, che, secondo la Chronique parisienne anonyme du XIVe siècle era figlia del conte di Valois, Conte di Angiò e del Maine, conte d'Alençon e conte di Chartres, che fu anche Imperatore consorte titolare dell'Impero Romano d'Oriente e re titolare d'Aragona, Carlo di Valois e della sua terza moglie, Matilde di Châtillon.

## Biografia
Verso il 1390, suo padre, Luigi II, aveva programmato il matrimonio di Giovanni con Bona, figlia del duca di Borgogna, Filippo II l'Ardito, come conferma il documento nº 3795 dei Titres de la maison ducale de Bourbon, inerente al primo testamento di Luigi II, in cui dichiarava Giovanni, suo erede universale, sotto tutela della madre, Anna d'Alvernia, e nel caso di sua morte sotto tutela del duca di Borgogna, per il programmato matrimonio di Giovanni con la figlia del duca.
Nel 1399, Giovanni fu investito del titolo di Conte di Clermont.
Fu infatti co titolo di conte di Clermont che, il 12 giugno 1404, venne nominato capitano generale della Linguadoca e della Guienna.

### Carriera militare e guerra civile
Dopo essere stato nominato capitano generale della Linguadoca nel 1404, attaccò gli inglesi nel Limosino e prese diverse fortezze.
Quando si era creata una rivalità, nel governo del regno di Francia tra il duca di Borgogna (prima, Filippo l'Ardito e poi Giovanni senza Paura), ed il fratello del re, Luigi I di Valois-Orléans, suo padre, Luigi II aveva cercato di far da paciere, senza grossi risultati, per cui aveva deciso di ritirarsi nei suoi feudi, mentre Giovanni, inizialmente aveva appoggiato Giovanni di Borgogna, ma quando Giovanni di Borgogna fece assassinare Luigi, il Duca d'Orléans, e nonostante la evidente colpevolezza il duca di Borgogna fu perdonato dal re di Francia Carlo VI, allora, mentre il padre, Luigi di Borbone, si ritirava nuovamente nei suoi feudi, Giovanni si schierò apertamente con i figli di Luigi d'Orleans e sostenne suo padre, che voleva dichiarare il duca di Borgogna nemico dello stato.
Nel 1408, Giovanni fu nominato Grand Chambrier de France.
Nel gennaio del 1409, suo padre, Luigi, fece un secondo testamento in cui specificò di voler essere sepolto a Souvigny, confermando Giovanni suo erede universale e raccomandando alla moglie, Anna, di lasciare a Giovanni anche la contea di Forez, in modo da non dividere i domini della casata, destinando l'usufrutto della signoria di Beaujolais alla moglie, destinando inoltre 40.000 franchi alla figlia Isabella, per il suo matrimonio, ed infine definendo gli esecutori testamentari, tra cui la moglie.
Durante la celebrazione del matrimonio del Duca d'Orléans, Carlo di Valois-Orléans, a Gien, il 15 aprile 1410, si formò una lega contro il duca di Borgogna, formata dal duca d'Orléans e Bernardo VII d'Armagnac, suo suocero, con i duchi di Berry, i duchi di Borbone e di Bretagna, i conti d'Alençon et di Clermont, per combattere il duca di Borgogna.
A partire da quel momento il regno di Francia fu dilaniato dalla lotta tra le due fazioni che portò alla guerra civile. Giovanni aveva già aderito alla coalizione, anche a nome derl padre.
Suo padre, Luigi II, morì il 19 agosto 1410, a Montluçon e fu tumulato nella cappella del Priorato di Souvigny. Giovanni gli succedette, come Giovanni I.
La guerra civile tra Armagnacchi e Borgognoni era in pieno svolgimento nel 1411 quando perse Clermont-en-Beauvaisis per qualche tempo e quando dovette subire alcuni attacchi da parte del conte di Savoia.
La pace venne firmata nel 1412, ma nel 1414 la guerra riprese. Come suo padre combatté i briganti che ancora infestavano le regioni del sud; inoltre sapeva organizzare le feste in modo tale che incantavano la regina, Isabella di Baviera.
Alla ripresa della guerra contro gli inglesi, Giovanni fu il comandante delle truppe francesi nella Guienna e, nel 1415, fu al seguito del re agli assedi di Compiègne e di Arras; inoltre, nel mese di ottobre, come comandante dell'avanguardia, partecipò alla Battaglia di Azincourt, dove venne catturato dagli inglesi.

### Prigionia e morte
Nel 1415, dopo la battaglia di Azincourt, Giovanni venne imprigionato dagli inglesi che lo portarono in Inghilterra e non gli restituirono più la libertà.
Durante la prigionia di Giovanni, il ducato venne retto dalla moglie Maria di Berry, duchessa di Alvernia e contessa di Montpensier), trasmettendolo quasi intatto al figlio Carlo I, nel 1429, quando Giovanni dalla prigionia intervenne con un documento che stabiliva che Carlo, conte di Clermont governasse in sua vece.
Nel settembre del 1416, sua madre, Anna, fece testamento in cui specificò che Giovanni fosse l'erede universale, facendo anche alcune donazioni.
Sua madre, Anna, morì il 22 settembre 1417, a Moulins e fu inumata nella cappella del Priorato di Souvigny, accanto a suo padre, Luigi II.
Giovanni le succedette, nella contea di Forez.
Il 30 gennaio 1434, Giovanni, a Londra, fece testamento, in cui oltre che confermare il figlio, Carlo, come erede, chiese di essere temporaneamente sepolto a Londra nella chiesa dei frati francescani, raccomandandosi altresì che la sua salma fosse riportata a Souvigny, per poter essere tumulata vicino ai genitori.
Giovanni morì in prigionia il 5 febbraio 1434; fu sepolto nella chiesa dei Carmelitani, e in un secondo tempo, la salma fu inumata nella chiesa del Priorato di Souvigny, accanto a quella della moglie, Maria, deceduta, anche lei nel 1434

## Matrimonio e discendenza
Giovanni aveva sposato, il 24 giugno 1400 a Parigi, Maria di Berry, figlia ed erede del duca di Berry, duca d'Alvernia e conte di Montpensier, Giovanni di Francia e di Giovanna d'Armagnac.
Giovanni da Maria ebbe tre figli:
- Carlo (1401-1456), duca di Borbone[20][23];
- Luigi (1403-1412), conte di Forez, citato dal nonno, nel suo testamento[15];
- Luigi († 1486), conte di Montpensier, il cui contratto di matrimonio è riportato nel documento nº 5282 dei Titres de la maison ducale de Bourbon[26].

Giovanni ebbe anche diversi figli illegittimi:
- Giovanni, conte di Velay, vescovo di Puy-Rembert-en-Forez[27];
- Alessandro, prete[28][29];
- Guy († 1442);
- Margherita, andata sposa a Rodrigo di Villandrando, conte di Ribaldo, il cui contratto di matrimonio è riportato nel documento nº 5435 dei Titres de la maison ducale de Bourbon[30].
- Edmea

## Ascendenza
|                               |                              |                              | Genitori                        |  |  | Nonni |  |  | Bisnonni           |  |  | Trisnonni           |  |
|                               |                              |                              |                                 |  |  |       |  |  | Luigi I di Borbone |  |  | Roberto di Clermont |  |
|                               |                              |                              |                                 |  |  |       |  |  | Luigi I di Borbone |  |  | Roberto di Clermont |  |
|                               |                              | Beatrice di Borgogna-Borbone |                                 |  |  |       |  |  | Luigi I di Borbone |  |  |                     |  |
| Pietro I di Borbone           |                              |                              |                                 |  |  |       |  |  | Luigi I di Borbone |  |  |                     |  |
|                               |                              | Maria d'Avesnes              | Giovanni I di Hainaut           |  |  |       |  |  |                    |  |  |                     |  |
|                               |                              | Maria d'Avesnes              | Giovanni I di Hainaut           |  |  |       |  |  |                    |  |  |                     |  |
|                               |                              | Maria d'Avesnes              | Filippa di Lussemburgo          |  |  |       |  |  |                    |  |  |                     |  |
| Luigi II di Borbone           |                              | Maria d'Avesnes              |                                 |  |  |       |  |  |                    |  |  |                     |  |
|                               |                              | Carlo di Valois              | Filippo III di Francia          |  |  |       |  |  |                    |  |  |                     |  |
|                               |                              | Carlo di Valois              | Filippo III di Francia          |  |  |       |  |  |                    |  |  |                     |  |
|                               |                              | Carlo di Valois              | Isabella d'Aragona              |  |  |       |  |  |                    |  |  |                     |  |
| Isabella di Valois            |                              | Carlo di Valois              |                                 |  |  |       |  |  |                    |  |  |                     |  |
|                               |                              | Mahaut di Châtillon          | Guido IV di Châtillon-Saint-Pol |  |  |       |  |  |                    |  |  |                     |  |
|                               |                              | Mahaut di Châtillon          | Guido IV di Châtillon-Saint-Pol |  |  |       |  |  |                    |  |  |                     |  |
|                               |                              | Mahaut di Châtillon          | Maria di Bretagna               |  |  |       |  |  |                    |  |  |                     |  |
| Giovanni I di Borbone         |                              | Mahaut di Châtillon          |                                 |  |  |       |  |  |                    |  |  |                     |  |
|                               | Beraldo I delfino d'Alvernia | Giovanni I d'Alvernia        |                                 |  |  |       |  |  |                    |  |  |                     |  |
|                               | Beraldo I delfino d'Alvernia | Giovanni I d'Alvernia        |                                 |  |  |       |  |  |                    |  |  |                     |  |
|                               | Beraldo I delfino d'Alvernia | Anne di Poitiers-Valentinois |                                 |  |  |       |  |  |                    |  |  |                     |  |
| Beraldo II delfino d'Alvernia | Beraldo I delfino d'Alvernia |                              |                                 |  |  |       |  |  |                    |  |  |                     |  |
|                               |                              | Maria de La Vie de Villemur  | Pietro II de La Vie de Villemur |  |  |       |  |  |                    |  |  |                     |  |
|                               |                              | Maria de La Vie de Villemur  | Pietro II de La Vie de Villemur |  |  |       |  |  |                    |  |  |                     |  |
|                               |                              | Maria de La Vie de Villemur  | Maria Duèze                     |  |  |       |  |  |                    |  |  |                     |  |
| Anna di Forez                 |                              | Maria de La Vie de Villemur  |                                 |  |  |       |  |  |                    |  |  |                     |  |
|                               |                              | Guido VII di Forez           | Giovanni I di Forez             |  |  |       |  |  |                    |  |  |                     |  |
|                               |                              | Guido VII di Forez           | Giovanni I di Forez             |  |  |       |  |  |                    |  |  |                     |  |
|                               |                              | Guido VII di Forez           | Alix de La Tour du Pin          |  |  |       |  |  |                    |  |  |                     |  |
| Giovanna di Forez             |                              | Guido VII di Forez           |                                 |  |  |       |  |  |                    |  |  |                     |  |
|                               |                              | Giovanna di Borbone          | Luigi I di Borbone              |  |  |       |  |  |                    |  |  |                     |  |
|                               |                              | Giovanna di Borbone          | Luigi I di Borbone              |  |  |       |  |  |                    |  |  |                     |  |
|                               |                              | Giovanna di Borbone          | Maria d'Avesnes                 |  |  |       |  |  |                    |  |  |                     |  |
|                               |                              | Giovanna di Borbone          |                                 |  |  |       |  |  |                    |  |  |                     |  |

### Fonti primarie
- (FR)  Chronique parisienne anonyme du XIVe siècle.
- (LA)  (FR)  Titres de la maison ducale de Bourbon
- (LA)  Baluze, Preuves de l'Histoire généalogique de la maison d'Auvergne, tome 2.
- (LA)  Preuves de l'Histoire généalogique de la maison d'Auvergne.

### Letteratura storiografica
- (FR)  #ES Histoire des ducs de Bourbon et des comtes de Forez, Volume 3.
- (FR)  Histoire généalogique et chronologique de la maison royale de France, tomus I.
- (FR)  #ES Histoire du Bourbonnais et des Bourbons qui l'ont possédé, Volume 1.
- (FR)  Histoire généalogique et chronologique de la maison royale de France, tomus III.